# 宮晶子
宮 晶子（みや あきこ、1963年 - ）は、日本の建築家。miya akiko architecture atelier主宰。日本女子大学家政学部住居学科教授。

## 略歴
- 1963年　兵庫県生まれ
- 1979年　横浜市立境木中学校卒業
- 1982年　神奈川県立光陵高等学校卒業
- 1986年　日本女子大学家政学部住居学科卒業
- 1986～91年　株式会社 レーモンド設計事務所勤務
- 1991～97年　アルテック建築研究所勤務
- 1997年　STUDIO 2A設立
- 2012年　日本女子大学家政学部住居学科准教授
- 2018年　miya akiko architecture atelierに改名
- 2022年　日本女子大学家政学部住居学科教授

## 主な作品
- 1998年　那須の山荘
- 2004年　kogota seminar house
- 2004年　ZEBRA chair
- 2008年　house K
- 2009年　house I
- 2012年　黄金町高架下新スタジオSite-B
- 2014年　食堂の壁
- 2016年　食堂の壁のはなれ、屋根と窓のある家

## 受賞歴
- 1999年　栃木県マロニエ建築奨励賞（那須の山荘）
- 2000年　AMERICAN WOOD DESIGN AWARD CITATION AWARD（那須の山荘）
- 2004年　SD Review 2004入選（kogota seminar house）
- 2004年　杉コレクション優秀賞（ZEBRA chair）
- 2010年　第26回新建築賞（house I）
- 2011年　第22回JIA新人賞（house K）
- 2013年　神奈川建築コンクール優秀賞（黄金町高架下新スタジオSite-B）
- 2015年　グッドデザイン賞（食堂の壁）
- 2017年　木質建築空間デザインコンテスト最優秀賞（食堂の壁のはなれ、屋根と窓のある家）

## 関連
- アントニン・レーモンド
- 室伏次郎